# Nanoplancton
 (octobre 2023).
Si vous disposez d'ouvrages ou d'articles de référence ou si vous connaissez des sites web de qualité traitant du thème abordé ici, merci de compléter l'article en donnant les références utiles à sa vérifiabilité et en les liant à la section « Notes et références ».
Le nanoplancton est une classe de taille écologique du plancton comprise entre 2 µm et 20 µm. Il se compose majoritairement de microorganismes unicellulaires ou coloniaux (non exclusif) appartenant en bonne partie au Phytoplancton, Protozooplancton (Protozoaires pélagiques) et au Mycoplancton (appellation désuète voir Mycètes) ainsi qu'à quelques Bacterioplanctons de grandes tailles (Bactéries non phototrophes pélagiques et Archées pélagiques).
- Quelques exemples de phytoplanctons appartenant en partie au nanoplancton : Diatomées, Cyanobactéries, Cryptophytes, etc.
- Quelques exemples de protozooplancton appartenant en partie au nanoplancton : Ciliés, etc.

Résumé des différentes classes de tailles écologiques du plancton :
- Femtoplancton (0.02µm - 0.2µm) : Virioplancton (Virus pélagiques)
- Picoplancton  (0.2µm - 2.0µm) : Ensemble du Bacterioplancton (Bactéries non phototrophes pélagiques et Archées pélagiques), de quelques Phytoplancton et Protozooplancton de petites tailles.
- Nanoplancton  (2.0µm - 20µm) : > voir description de l'article <
- Microplancton (20µm - 200µm) : part du Phytoplancton et du Protozooplancton (Protozoaire pélagique), quelques Métazooplanctons (Métazoaires pélagiques)
- Mesoplancton  (0.2cm - 2cm) : quelques Phyto- et Protozooplanctons (Protozoaires pélagiques), une bonne part du Métazooplancton (Métazoaires pélagiques)
- Macroplancton (2cm - 20cm) : Metazooplancton (Métazoaires pélagiques) et Necton
- Megaplancton  (0.2m - >2m) : Metazooplancton (Métazoaires pélagiques) et Necton